# Săcele
Săcele is een stad (oraș) in het Roemeense district Brașov. De stad telt 30.044 inwoners (2002). Ongeveer 6500 inwoners behoren tot de Hongaarse minderheid in Roemenië. Deze noemen de stad Négyfalu (vierdorpen) naar de eerdere samenstelling van het gebied totdat de stad werd gevormd uit vier dorpen die aan elkaar waren gegroeid.
De Roemeense naam betekent: dorpen.
Tot 1941 waren in alle vier de dorpen de Hongaren in de meerderheid. Na de samenvoeging begin jaren '50 neemt het aantal Roemenen doorlopend toe. In 1956 zijn ze in de volkstelling voor het eerst talrijker dan de Hongaren.
De vier originele Hongaarse dorpen waren: Baciu (Bácsfalu), Turcheș (Türkös), Cernatu (Csernátfalu), Satulung (Hosszúfalu).

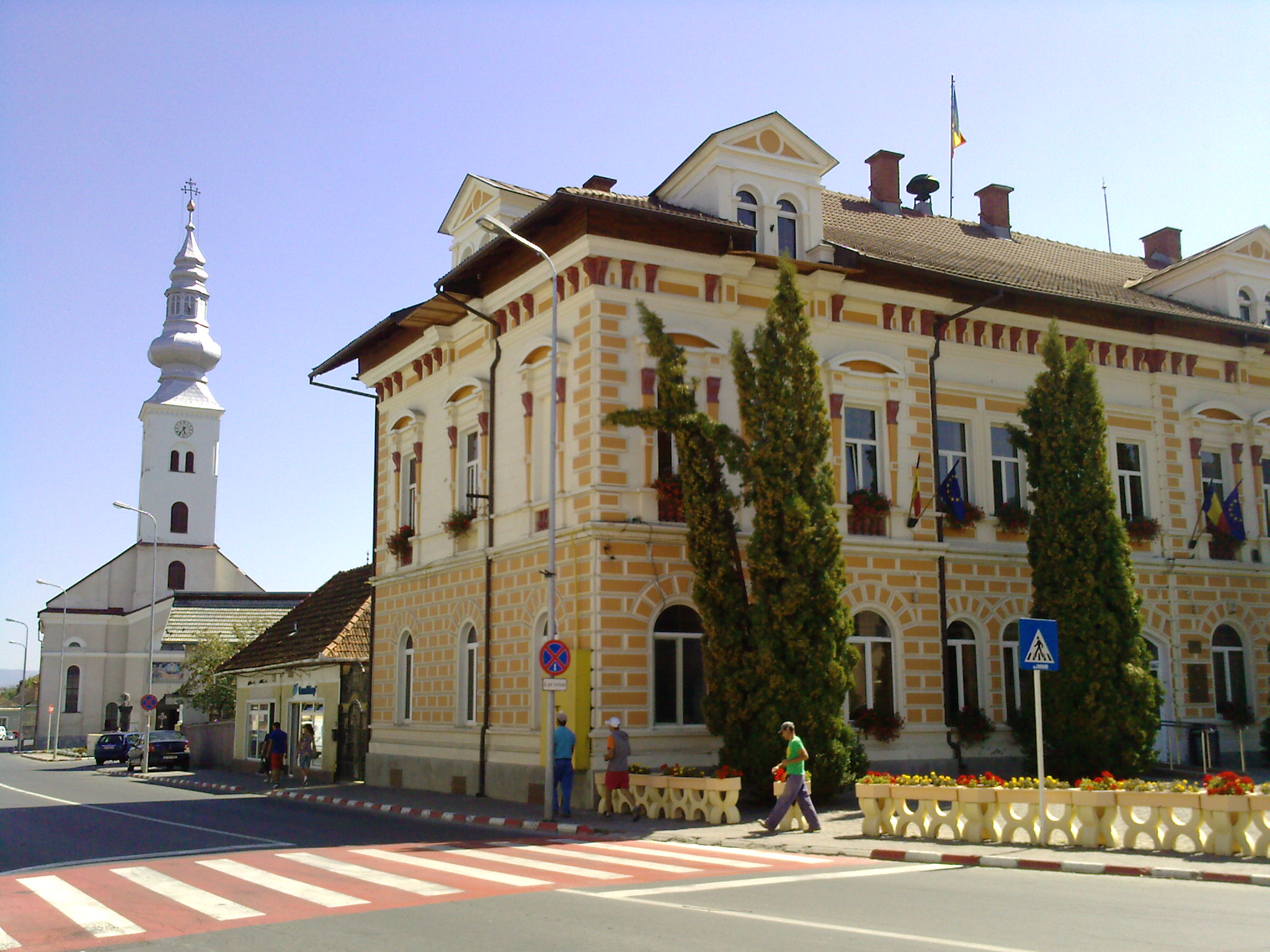
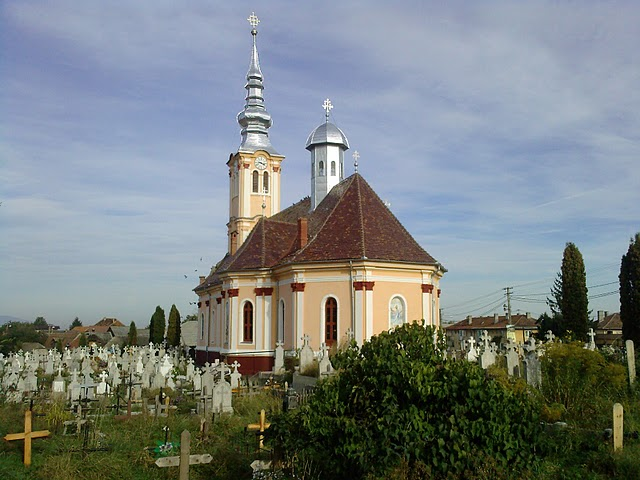

## Geboren
- Gheorghe Hagi (1965), voetballer

Steden met gemeentestatus: Brașov · Făgăraș · Codlea · Săcele

Steden zonder gemeentestatus: Ghimbav · Predeal · Râșnov · Rupea · Victoria · Zărnești